# 1661
| 1661               |
| ------------------ |
| Dødsfald - Fødsler |
| • Begivenheder     |

| Gregoriansk kalender | 1661 MDCLXI             |
| Ab urbe condita      | 2414                    |
| Armensk kalender     | 1110 ԹՎ ՌՃԺ             |
| Kinesiske kalender   | 4357 – 4358 庚子 – 辛丑 |
| Etiopisk kalender    | 1653 – 1654             |
| Jødisk kalender      | 5421 – 5422             |
| Hindukalendere       |                         |
| - Vikram Samvat      | 1716 – 1717             |
| - Shaka Samvat       | 1583 – 1584             |
| - Kali Yuga          | 4762 – 4763             |
| Iransk kalender      | 1039 – 1040             |
| Islamisk kalender    | 1071 – 1073             |

Konge i Danmark: Frederik 3. – 1648-1670
Se også 1661 (tal)

## Begivenheder
- Solkongen Ludvig 14. overtager regeringen i Frankrig og opførelsen af Versailles påbegyndes.

### Januar
- 10. januar – Enevælden bliver indført i Danmark.

### April
- 29. april - Ming dynastiet besætter Taiwan

### Maj
- 7. maj - der indføres skat på ægteskab -de såkaldte kopulationspenge

### Juni
- 24. juni - Frederik 3. udsteder privilegier til de tre stænder. Adelen mister sine politiske beføjelser, og borgerlige får adgang til offentlige embeder